# 多瑙河哥薩克
多瑙河哥薩克，是成立於1828年第八次俄土戰爭後的哥薩克分隊，由尼古拉一世命令居住在比薩拉比亞的扎波羅熱哥薩克和部分羅馬尼亞人、塞爾維亞人和保加利亞人組成。

## 概觀
戰爭結束後，多瑙河哥薩克的任務是守衛比薩拉比亞和赫爾松各省和敖德薩，伊茲梅爾和阿克曼的邊界。
在1853年至1856年克里米亞戰爭後，多瑙河哥薩克主要職責是掩護俄國中央軍防止土耳其軍隊進入多瑙河，1856年巴黎條約後，俄羅斯割讓南比薩拉比亞一些領土。因此失去了多瑙河，該哥薩克撤回敖德薩州。
在1858年，新哥薩克分隊成立，人數12000人。在未來十年相對和平的時期，大多數人失去了作戰能力，主要參與了國內海關和警察服務。1868年在沙皇亞歷山大二世的行政改革之後，該分隊被解散，大部分的哥薩克仍繼續服務於海關和警察，但在民政管理下，結束了近哥薩克存在於南比薩拉比亞境內的歷史。